# Chasma
Chasma é o termo utilizado em astrogeologia para se referir a uma "depressão profunda, alongada, e de laterais íngremes". O plural de chasma é chasmata. Um exemplo é Eos Chasma em Marte.  Abaixo algumas imagens de alguns dos maiores chasmata em Marte. O mapa indica suas respectivas localizações. 

## Depósitos interiores em camadas e sulfatos
Partes do leito de Candor Chasma contêm depósitos dispostos em camadas que tem sido denominados depósitos interiores em camadas (interior layered deposits - ILD's).  Essas camadas podem ter se formado quando toda a área se encontrava sob um lago gigantesco. 
Alguns lugares em Marte contêm depósitos de sulfatos hidratados. A formação de sulfato envolve a presença de água. A sonda Mars Express da Agência Espacial Europeia encontrou evidências do que pode ser epsomita e kieserita. Cientistas querem visitar essas áreas com veículos robóticos. 

## Camadas
Imagens de rochas nas paredes dos cânions quase sempre exibem camadas. Algumas camadas aparentam ser mais rígidas do que outras. Na imagem abaixo das camadas de Ganges Chasma, vistas pela HiRISE, pode-se observar que os depósitos superiores de tonalidade mais clara estão se erodindo muito mais rapidamente do que as camadas mais escuras na parte inferior. Algumas falésias em Marte exibem algumas camadas escuras remanescentes muitas vezes se desintegrando em grandes pedaços, ao invés de depósitos fofos de cinza. Um exemplo dessas camadas rígidas é mostrado abaixo na imagem de camadas na parede de um cânion em Coprates, visto pela Mars Global Surveyor.  Devido à sua proximidade à região vulcânica de Tharsis, as camadas rochosas podem ter sido formadas após fluxos de lava, provavelmente misturada com depósitos de cinzas vulcânicas que se depositou após grandes erupções. É provável que o extrato rochoso nas paredes preserve um longo registro da história geológica Marte.  As camadas escuras podem ser fluxo de lava escura. O basalto, uma rocha vulcânica escura, é comum em Marte. Por outro lado, depósitos em tons claros podem ser resultantes de sedimentos fluviais ou lacustres, cinzas vulcânicas, ou depósitos de areia ou poeira soprados pelo vento.  Os Mars rovers descobriram que as rochas de tom claro contêm sulfatos.  Estes teriam provavelmente se formado em água, depósitos de sulfato são de grande interesse para cientistas devido à possibilidade de que estes contenham vestígios de vida antiga.

## Hebes Chasma e depósitos hidratados
Hebes Chasma, um vasto vale fechado, pode ter abrigado água no passado. Minerais hidratados foram encontrados por lá. Acredita-se que grandes nascentes de água subterrânea irromperam para a superfície para formar depósitos chamados depósitos de tonalidade clara (light loned leposits - LTD's).  Alguns sugerem que formas de vida presente ou fossilizadas podem ser encontradas por lá devido aos depósitos serem relativamente jovens.

## Galeria

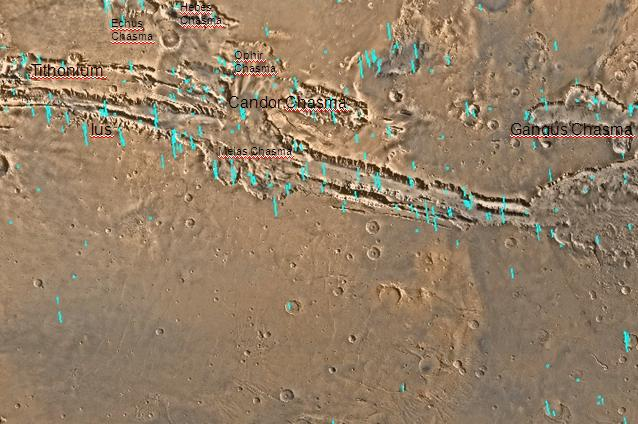
Mapa do quadrângulo de Coprates mostrando os detalhes de Valles Marineris, o maior sistema de cânions do sistema solar. Alguns dos cânions podem ter sido outrora ocupados por água.  O mapa exibe a localização de um alguns dos principais chasmata.
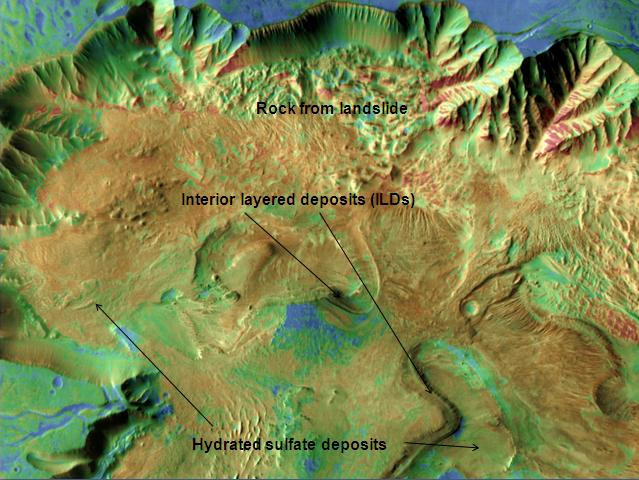
Imagem em falsa cor de Candor Chasma mostrando a localização de depósitos de sulfatos hidratados, visto pela THEMIS. A cor avermelhada indica lugares rochosos. As cores azuis e verdes indicam áreas arenosas e poeirentas.
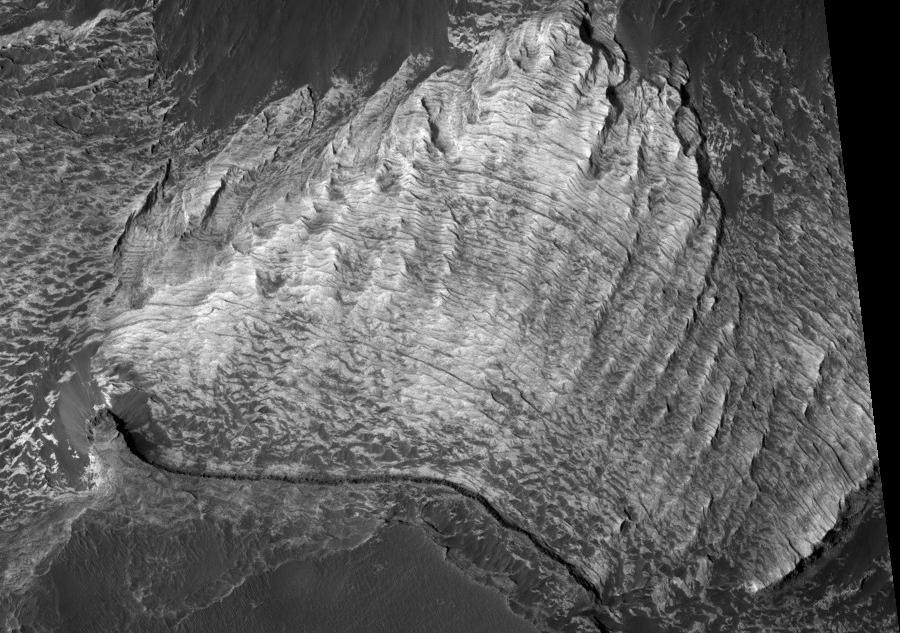
Eos Chaos se situa na borda sul de Eos Chasma, visto pela HiRISE. Para visualizar as camadas, clique na imagem.
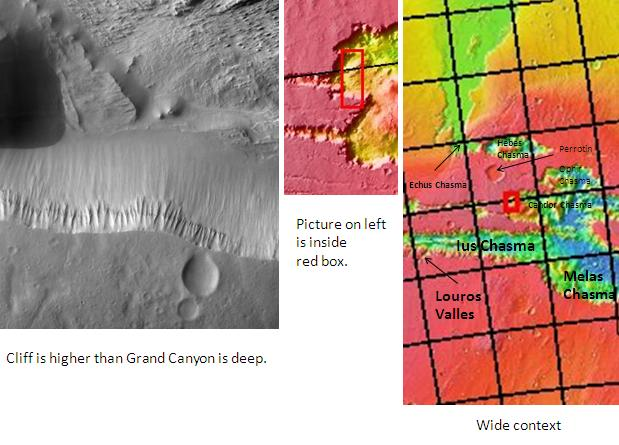
Falésia no platô de Candor Chasma, visto pela THEMIS.  Clique na imagem para visualizar a sua relação a outras formações no quadrângulo de Coprates.